# كليف نوكس
كليف نوكس (بالإنجليزية: Cliff Knox)‏ هو لاعب كرة قاعدة أمريكي، ولد في 7 يناير 1902 في كوالفيل في الولايات المتحدة، وتوفي في 24 سبتمبر 1965 في أوسكلوسا في الولايات المتحدة.

## وصلات خارجية
- كليف نوكس على موقعبيزبول رفرنس.كوم (الدوري الرئيسي) (الإنجليزية)